# Примроуз (Небраска)
Примроуз (енгл. Primrose) град је у америчкој савезној држави Небраска.

## Демографија
По попису из 2010. године број становника је 61, што је 8 (-11,6%) становника мање него 2000. године.
| Група             | 2000.      | 2010.      |
| Белци             | 67 (97,1%) | 59 (96,7%) |
| Афроамериканци    | 0 (0,0%)   | 0 (0,0%)   |
| Азијати           | 0 (0,0%)   | 0 (0,0%)   |
| Хиспаноамериканци | 1 (1,4%)   | 0 (0,0%)   |
| Укупно            | 69         | 61         |